# Сто первый
«Сто первый» — советский двухсерийный фильм о Великой Отечественной войне.

## Сюжет
История «сына полка» Вовы Диденко, деревенского мальчика, ставшего во время Великой Отечественной войны воспитанником взвода разведки. Военная закалка помогла ему после войны проявить твердость характера и добиться зачисления в уже сформированную роту подготовительного класса суворовского училища.

## В ролях
- Саша Комаров — Вова Диденко
- Андрей Комаров — Вова Диденко
- Борис Борисов — старшина Беланов
- Нина Ильина — Женя Гражданкина
- Елена Кондратьева — Варя Вишневская
- Евгений Меньшов — Георгий Нестеренко, военный
- Даниил Нетребин — Иваницкий, командир полка
- Юрий Назаров — Ожогин, капитан в Суворовском училище
- Юрий Медведев — Шестаков, полковник в Суворовском училище
- Борис Сабуров — Елецкий (учитель пения)

## Интересные факты
- Главного героя играли два брата-близнеца, Комаровы Андрей и Саша.
- В сцене наказания за курение Вовы (порки на верстаке) пришлось «отдуваться» младшему из братьев — Андрею (хотя сам процесс порки так и не был показан, несмотря на то, что Вове на пятую точку насыпали махорку, так что из фильма неясно, была ли порка вообще или же мальчика решили всего лишь припугнуть).
- Один из немногих детских фильмов, созданных в СССР, который так и не был выпущен на лицензионном видео, но часто показывался по центральным каналам телевидения СССР и России.